# Lac périglaciaire
Ne doit pas être confondu avec Lac glaciaire, Lac proglaciaire, Lac subglaciaire ou Lac supraglaciaire.

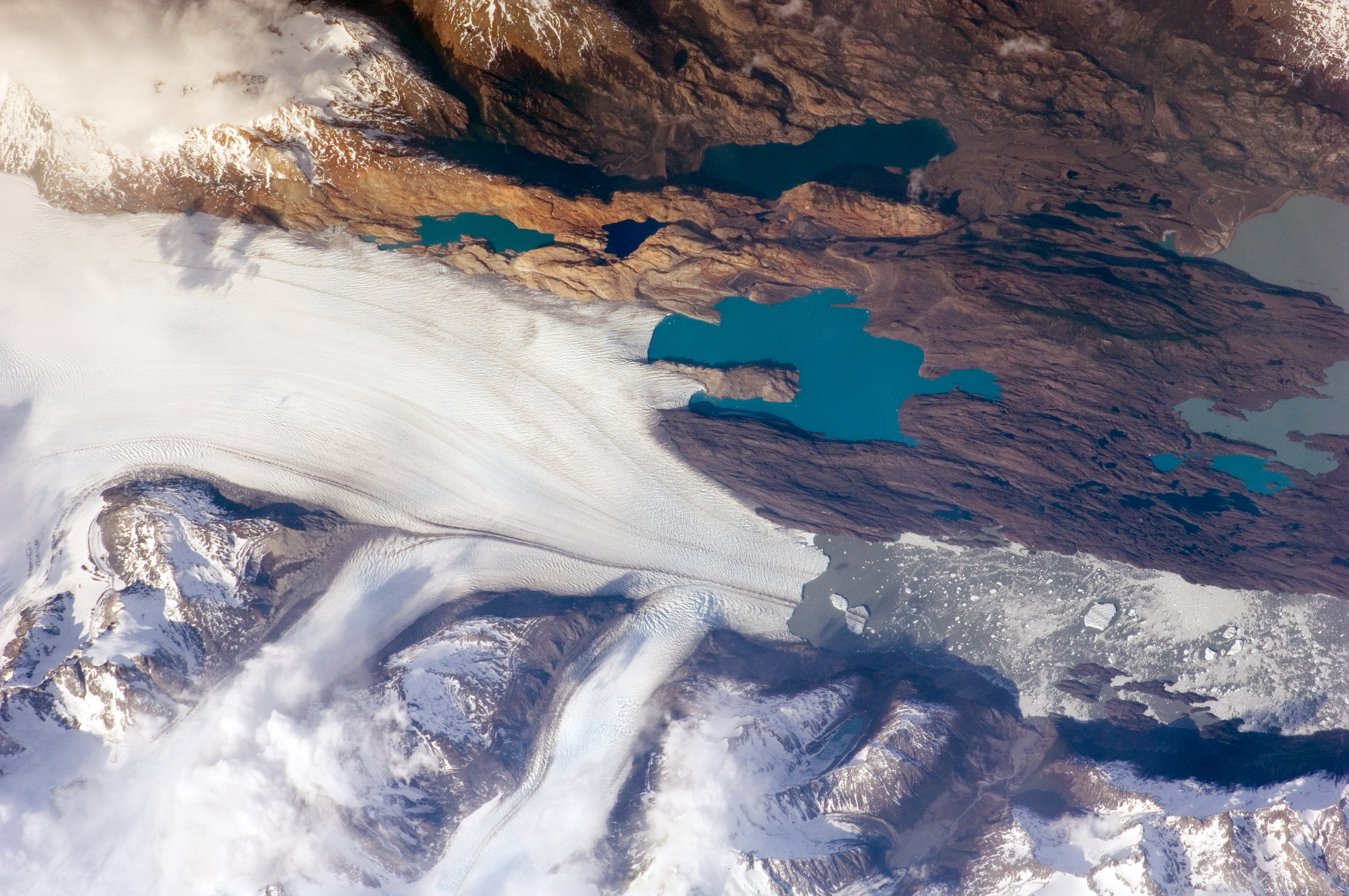
Image satellite du glacier Upsala en Argentine avec deux lacs périglaciaires dans le centre de l'image.

Un lac périglaciaire est un type de lac qui se forme lorsqu'une vallée libre de glace est barrée par un glacier. Se comportant comme un barrage naturel, ce dernier bloque les eaux de ruissellement de la vallée qui s'accumulent alors dans sa partie basse, contre le glacier. Ces eaux peuvent continuer de s'écouler en formant un torrent sous-glaciaire ou par débordement via des bédières.
Lorsqu'un tel lac se forme contre le flanc d'une montagne et non au débouché d'une vallée, il s'agit d'un lac de gouttière. Lorsqu'il se forme à la confluence de deux glaciers de vallée, il s'agit d'un lac de confluence.
Ce type de lac constitue un risque d'inondation brutale si la glace le contenant venait à se rompre.